# Navalperal de Pinares
Navalperal de Pinares ist ein zentralspanischer Ort und Gemeinde (municipio) mit 826 Einwohnern (Stand: 2024) in der Provinz Ávila in der Autonomen Region Kastilien-León.

## Lage
Navalperal de Pinares befindet sich am östlichen Ende der Sierra de Gredos gut 30 km ostsüdöstlich von Ávila bzw. gut 65 km westnordwestlich von Madrid in einer Höhe von ca. 1285 m.
Das Klima im Winter ist kühl, im Sommer dagegen durchaus warm; die geringen Niederschlagsmengen (ca. 534 mm/Jahr) fallen – mit Ausnahme der nahezu regenlosen Sommermonate – verteilt übers ganze Jahr.

## Bevölkerungsentwicklung
| Jahr      | 1970 | 1981 | 1991 | 2001 | 2011 | 2021 |
| --------- | ---- | ---- | ---- | ---- | ---- | ---- |
| Einwohner | 1206 | 1005 | 943  | 782  | 979  | 766  |

Der Bevölkerungsrückgang seit den 1950er Jahren ist im Wesentlichen auf die Mechanisierung der Landwirtschaft und den damit einhergehenden Verlust an Arbeitsplätzen zurückzuführen.

## Sehenswürdigkeiten

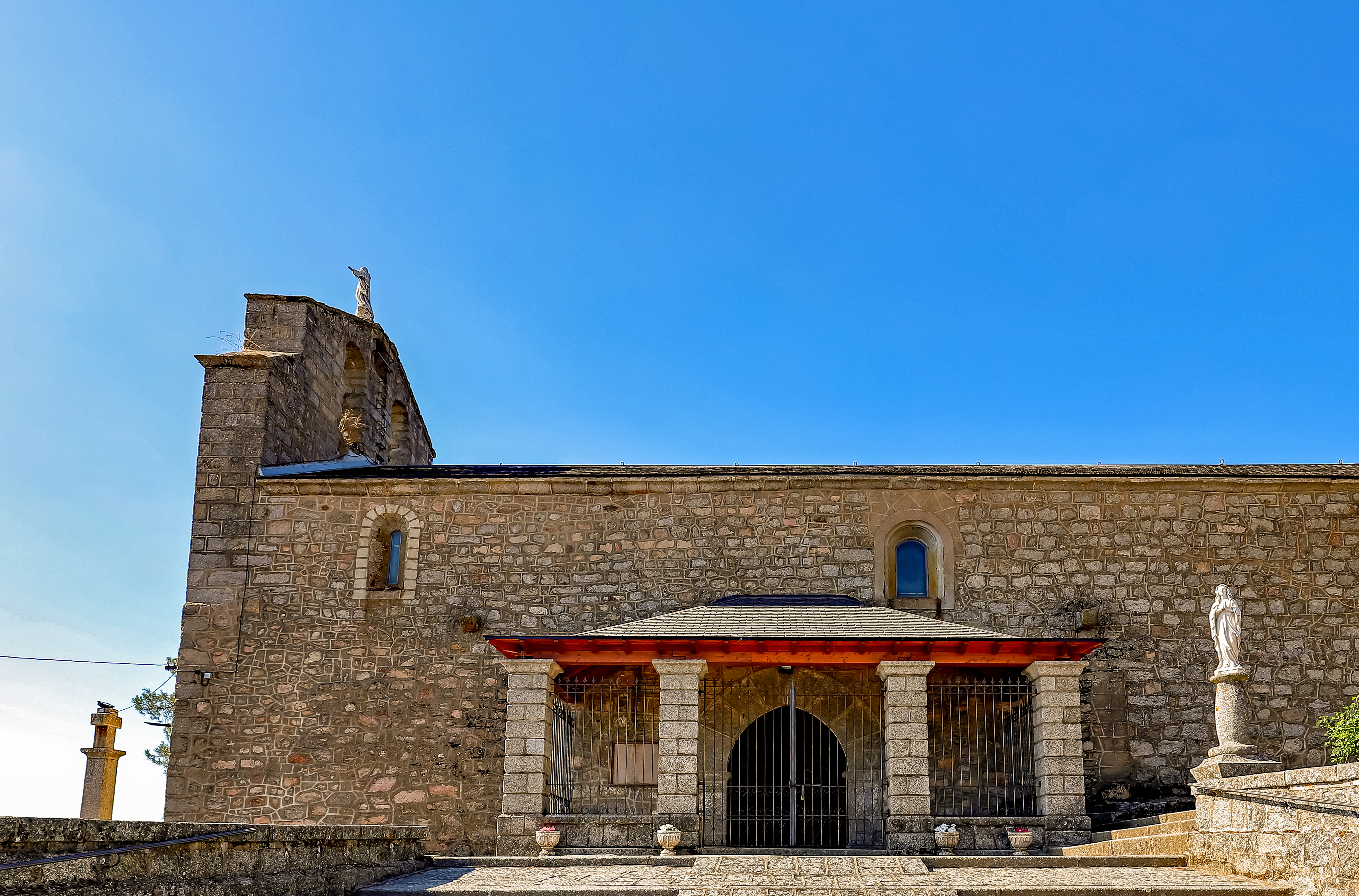
Kirche Mariä Himmelfahrt
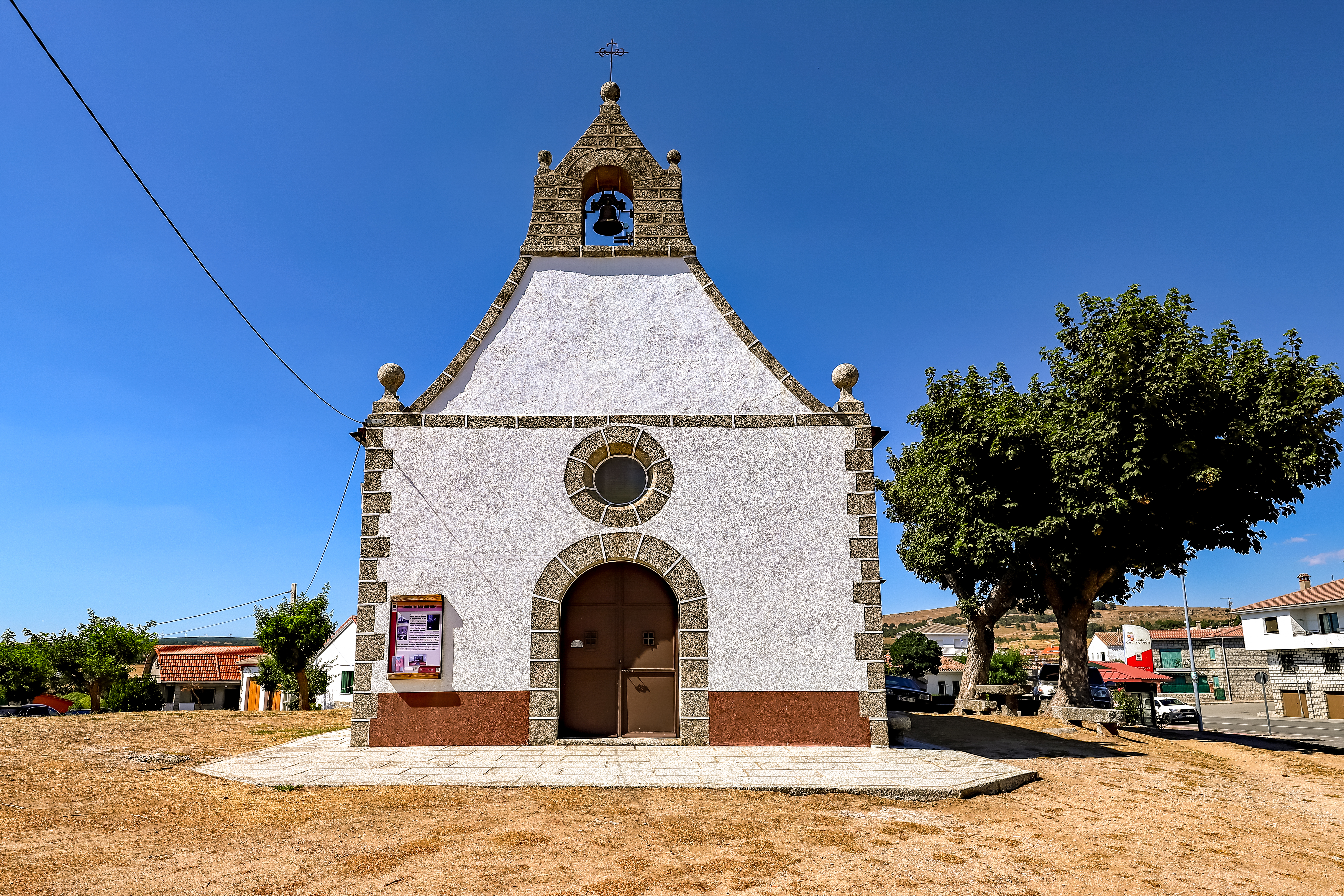
Antoniuskapelle
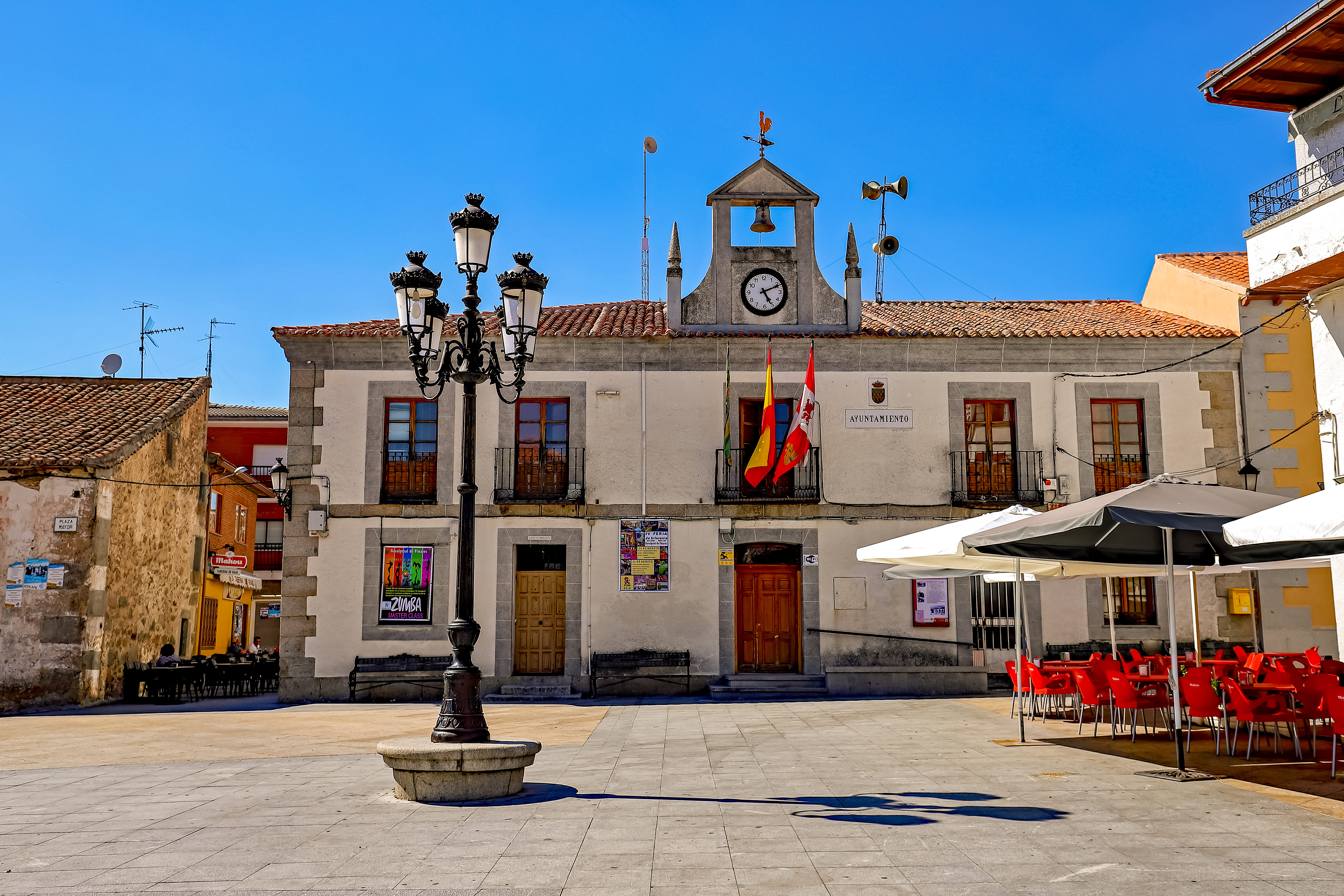
Rathaus

- Kirche Mariä Himmelfahrt
- Antoniuskapelle
- Rathaus